# Луйо Брентано
Лудвиг Йозеф Брента̀но (на немски: Ludwig Joseph Brentano, [bʁɛnˈtaːno]) е германски икономист.
Роден е на 18 декември 1844 година в Ашафенбург в семейството на известния интелектуалец католик от италиански произход Кристиан Брентано. Негов по-голям брат е философът Франц Брентано. Учи в Дъблинския, Мюнстерския, Хайделбергския (докторат по право), Вюрцбургския, Гьотингенския (докторат по икономика) и Берлинския университет (хабилитация по икономика през 1871 година). След това преподава в Бреслауския, Старсбургския, Виенския и Лайпцигския университет, а от 1891 до 1914 година – в Мюнхенския университет. За няколко дни през 1918 година, по време на Германската революция, е министър на търговията на просъществувалата кратко социалистическа Баварска народна държава. Възгледите му, близки до Историческата школа, оказват силно влияние върху германската икономическа политика след Втората световна война и върху концепцията за социално пазарно стопанство.
Луйо Брентано умира на 9 септември 1931 година в Мюнхен.